# فيل نيكولز
فيل نيكولز (بالإنجليزية: Phil Nicholls)‏ هو لاعب كرة قدم بريطاني في مركز قلب الدفاع، ولد في 22 يونيو 1952 في بيلستون ‏ في المملكة المتحدة. لعب مع برادفورد سيتي ونادي كرو ألكساندرا ونادي كيدرمينستر هاريرز لكرة القدم ووولفرهامبتون واندررز.